# 소래고등학교
소래고등학교(蘇萊高等學校)는 대한민국 경기도 시흥시 은행동에 있는 공립 고등학교이다.

## 학교 연혁
- 1981년 1월 1일 : 소래종합고등학교 9학급 설립 인가
- 1997년 3월 1일 : 소래고등학교로 교명 변경
- 2004년 5월 1일 : ‘좋은학교만들기’ 선정 운영(2004～2011)
- 2008년 3월 1일 : 방과후 연구시범학교 운영 (경기도교육청)
- 2009년 3월 1일 : 인재숙(기숙사) 운영
- 2011년 9월 1일 : 교과교실제 연구학교 지정(경기도 교육청)
- 2012년 1월 1일 : 고교제육력제고 시범학교운영에 따른 자율학교 선정(5년-교육과학기술부 지정)
- 2012년 10월 1일 : 야구부 창단
- 2024년 1월 5일 : 제41회 졸업식(306명, 연인원, 19,446명)
- 2024년 3월 4일 : 제16대 정창섭 교장 취임
- 2024년 3월 4일 : 2024학년도 입학식 13학급 364명

## 참고 자료
- 소래고등학교 - 한국교육학술정보원 학교알리미